# Szentkereszt (Liptószentmiklósi járás)
Szentkereszt (szlovákul Svätý Kríž) község Szlovákiában, a Zsolnai kerületben, a Liptószentmiklósi járásban. Cinszentkereszt (Cynovište), Csermnószentkereszt (Čermno), Királyszentkereszt (Kráľovany vagy Kráľovsky Stránany), Motkószentkereszt (Motkovište) és Sztranyánszentkereszt (Straňany) egyesülésével jött létre.

## Fekvése
Liptószentmiklóstól 7 km-re délnyugatra, a Liptói-medence közepén, a Krizsánka-patak völgyében, 630 m magasan fekszik.

## Története

### Cinszentkereszt
Cinszentkereszt birtokosa a Czinege, később az Okolicsányi család volt. 1784-ben 14 házát 112-en lakták.
A 18. század végén Vályi András így ír róla: „Ozin, és Motko Sz. Kereszt, Czinovistye. Liptó Várm. földes Urai Okolicsányi, és több Uraságok; lakosaik katolikusok, és másfélék is; fekszenek egymáshoz közel; határjai meglehetősek.”
1828-ban 14 háza és 124 lakosa volt. A trianoni diktátumig Liptó vármegye Liptószentmiklósi járásához tartozott.

### Csermnószentkereszt
1277-ben IV. László király a túróci Nádasérrel cserélte el, mert határában aranyat találtak. Ekkor említi először oklevél „Chermele” alakban. 1281-ben mégis az Okolicsányiak birtoka lett. A későbbiek során 1293-ban „Chermona”, 1352-ben „Cherumna”, 1360-ban „Chrmna”, illetve „Sancta Crux”, 1396-ban „Kerestur”, 1466-ban „Csrmno”, 1498-ban „Zenthkezt” néven említik az írott források. 1784-ben 10 házában 79-en laktak.
A 18. század végén Vályi András így ír róla: „CSERMNO. Tót falu Liptó Vármegyében, földes Ura Okolitsányi Uraság, lakosai katolikusok, fekszik Motkó Szent Kereszt mellett, ’s ennek filiája.”
1828-ban 9 házában 66 lakos élt. Lakói mezőgazdasággal foglalkoztak.
Fényes Elek 1851-ben kiadott geográfiai szótárában így ír a faluról: „Csermno, tót falu, Liptó vármegyében, 35 kath., 31 evang. lak. F. u. Okolicsányi. Ut. post. Berthelen-falva.”
A trianoni diktátumig Liptó vármegye Liptószentmiklósi járásához tartozott.
1945-ig két malom működött a községben.

### Királyszentkereszt
Királyszentkereszt birtokosai a Szentiványiak voltak. 1715-ben 14 adózó háztartása volt, valamennyien zsellérek. 1784-ben 7 házát 55-en lakták.
A 18. század végén Vályi András így ír róla: „Király Sz. Kereszt. Liptó Várm. földes Ura Sz. Iványi Uraság.”
1828-ban 23 háza és 202 lakosa volt. A trianoni diktátumig Liptó vármegye Liptószentmiklósi járásához tartozott.

### Motkószentkereszt
Motkószentkereszt a névadó Motkó család birtoka volt. 1784-ben 24 házát 199-en lakták.
A 18. század végén Vályi András így ír róla: (lásd Cinszentkeresztnél).
1828-ban már Királyszentkereszt része.

### Sztranyánszentkereszt
Sztranyánszentkeresztet 1535-től említik, területén rezet bányásztak. A Palugyai, Allaman és más családok birtoka volt. 1784-ben 13 házát 108-an lakták
A 18. század végén Vályi András így ír róla: „Stránya Sz. Kereszt. Liptó Várm. földes Urai Palugyai, és több Uraságok, lakosai katolikusok, fekszik Motko Szent Kereszthez nem meszsze, és annak filiája; határbéli földgye középszerű.”
1828-ban már Királyszentkereszt része.
Fényes Elek 1851-ben kiadott geográfiai szótárában így ír a faluról: „Sztranyan, tót falu, Liptó vmegyében, 14 kath., 116 evang. lak. Rézbányája van. F. u. többen.”

## Népessége
| Év:            | 1994. | 2004.    | 2014.    | 2024.    |
| -------------- | ----- | -------- | -------- | -------- |
| Emberek száma: | 611   | 683      | 801      | 964      |
| Eltérés:       |       | +11,78 % | +17,27 % | +20,34 % |

| Év:            | 2023. | 2024.   |
| -------------- | ----- | ------- |
| Emberek száma: | 938   | 964     |
| Eltérés:       |       | +2,77 % |

1910-ben 484, túlnyomórészt szlovák lakosa volt.
2001-ben 631 lakosából 627 szlovák volt.
2011-ben 805 lakosából 785 szlovák.

## Nevezetességei

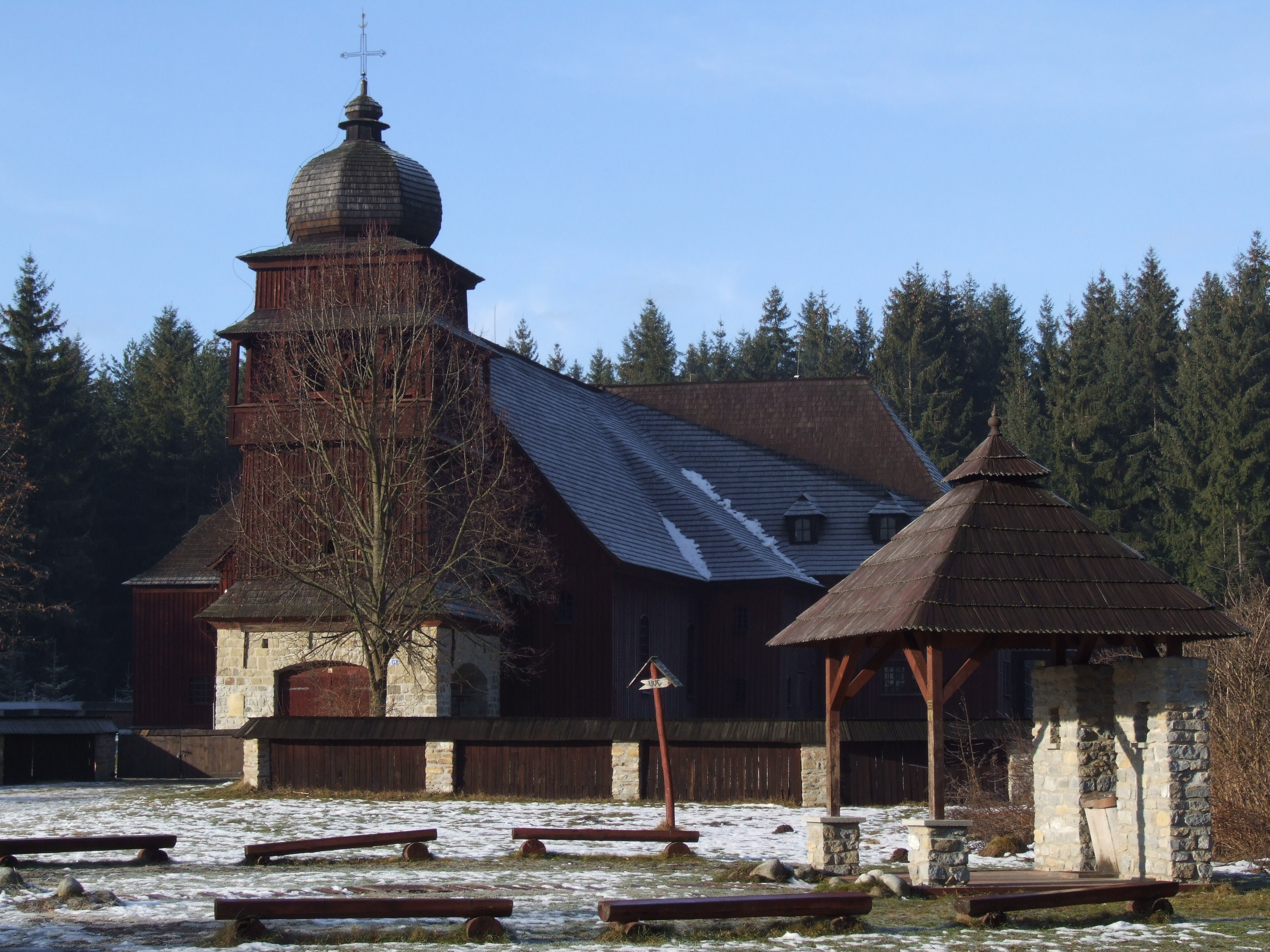
Evangélikus templom

- Evangélikus temploma Közép-Európa egyik legnagyobb faépítménye. 1974 és 1982 között szállították ide Nagypalugyáról (Paludza), melyet a Szentmáriai-víztározó építésekor vízzel árasztottak el. Eredetileg 1693-ban épült és a vármegye egyik artikuláris temploma volt. A kereszt alaprajzú templom 6000 személy befogadására alkalmas. Fából készült oltára 1693-ból származik. Eredeti 18. századi harangjait az első világháború idején rekvirálták, a jelenlegiek 1922-ből és 1924-ből származnak.
- A Szent Kereszt templom 1819-ben épült klasszicista stílusban a 18. század elején elpusztult gótikus templom anyagának felhasználásával.
- Klasszicista kúria a 19. századból.

## Külső hivatkozások
- A község az Alacsony-Tátra honlapján
- Községinfó
- A község Szlovákia térképén
- E-obce.sk Archiválva 2007. augusztus 23-i dátummal a Wayback Machine-ben